# 韶阳郡
韶阳郡，中国南北朝时设置的郡。
南朝梁置，治所在阳寿县（今广西壮族自治区象州县境内）。辖境相当今广西壮族自治区象州县一带。隋朝开皇九年（589年）废。 